# Golden Duck Award
 (décembre 2020).
Si vous disposez d'ouvrages ou d'articles de référence ou si vous connaissez des sites web de qualité traitant du thème abordé ici, merci de compléter l'article en donnant les références utiles à sa vérifiabilité et en les liant à la section « Notes et références ».
Les Golden Duck Awards sont des prix littéraires américains, décernés chaque année de 1992 à 2017. Ils ont été créés dans l'objectif d'encourager la production littéraire de science-fiction destinée aux enfants. 
Les prix étaient attribués lors de la Worldcon ou de la North American Science Fiction Convention (NASFiC). Depuis 2018, les récompenses ont été remplacées par les Science Fiction Notable Lists (Listes de livres de Science Fiction Remarquables), sponsorisé par la Library and Information Technology Association (LITA), et qui établit une liste de livres recommandés pour chaque tranche d'âge.
Les Golden Duck Awards étaient financés par Super-Con-Duck-Tivity, Inc., le sponsor de la convention régionale de science-fiction du Midwest américain DucKon. Les lauréats étaient sélectionnés par un groupe d'enseignants, de bibliothécaires, de parents, de critiques et d'employés dans le domaine des techniques de pointe. 

## Catégories

### Récompenses principales
- Album illustré

Le prix de l'album illustré était parfois décerné à un livre avec un contenu scientifique non-fictif enveloppé par une histoire ainsi que des thèmes traditionnels de science-fiction. Ce prix récompense les œuvres destinées au public le plus jeune (moins de 7 ans).
- Prix Eleanor Camerons pour les élèves de primaire

Ce prix est décerné aux chapitres de livre et aux romans jeunesse destinés à un public de niveau primaire (7-12 ans). Dans cette catégorie de livres, les personnages ont souvent recours à la science pour résoudre des problèmes. Parfois, des livres avec des éléments fantastiques mais un thème de science-fiction ont été récompensés.
- Prix Hal Clement pour les collégiens et lycéens

Ce prix récompense les livres destinés à un public de collégiens et de lycéens (12-18 ans). Les œuvres de Hal Clement n'étaient pas spécifiquement destinées aux jeunes adultes, mais sa carrière d'enseignant scientifique au lycée le relie fortement à ce groupe d'âge. Dans cette catégorie, l'histoire s'appuie le plus souvent sur des éléments scientifiques réels avec des extrapolations de science-fiction et des personnages qui résolvent les problèmes par eux-mêmes.

### Récompense spéciale
Un prix spécial était parfois attribué si un livre était jugé exceptionnel mais ne correspondait à aucune des catégories principales.

## Vainqueurs

### Album illustré
- 1992 : Time Train de Paul Fleischman, illustré par Claire Ewart
- 1993 : 29 juin 1999 de David Wiesner
- 1994 : Richie's Rocket de Joan Anderson, dont les photographies ont été prises par George Ancona
- 1995 : Time Flies de Eric Rohmann
- 1996 : Insects from Outer Space de Vladimir Vagin et Frank Asch
- 1997 : Grandpa Takes Me to the Moon de Timothy Gaffney, illustré par Barry Root
- 1998 : Floating Home de David Getz, illustré par Michael Rex
- 1999 : Noah and the Space Ark de Laura Cecil, illustré par Emma Chichester Clark
- 2000 : Hush, Little Alien de Daniel Kirk
- 2001 : Rex de Robert Gould et Kathleen Duey, illustré par Eugene Epstein
- 2002 : Baloney (Henry P.) de Jon Scieszka, illustré par Lane Smith
- 2003 : Incredible Cross-Sections of Star Wars, Episode II: Attack of the Clones par Curtis Saxton et Richard Chasemore
- 2004 : Hazel Nutt, Mad Scientist de David Elliot, illustré par True Kelley (Holliday House,  (ISBN 0-8234-1711-5))
- 2005 : Science Verse de Jon Scieszka, illustré par Lane Smith (Viking)
- 2006 : Captain Raptor and the Moon Mystery de Kevin O'Malley, illustré par Patrick O'Brien
- 2007 : Night of the Homework Zombies de Scott Nickel, illustré par Steve Harpster  (ISBN 9781598890358)
- 2008 : Mars Needs Moms de Berkeley Breathed
- 2009 : We're Off to Look for Aliens de Colin McNaughton
- 2010 : Swamps de Sleethe par Jack Prelutsky
- 2011 : Oh No! (Or, How My Science Project Destroyed the World) par Mac Barnett, illustré par Dan Santat
- 2012 : Earth to Clunk de Pam Smallcomb, illustré par Joe Berger
- 2013 : Oh No! Not Again!: (Or How I Built a Time Machine to Save History) (Or At Least My History Grade) de Mac Barnett, illustré par Dan Santat
- 2014 : Vader's Little Princess de Jeffrey Brown
- 2015 : Max Goes to the Space Station de Jeffrey Bennett, illustré par Michael Carroll
- 2016 : Interstellar Cinderella de Deborah Underwood[2], illustré par Meg Hunt[3].
- 2017 : Blip! écrit et illustré par Barnaby Richards[4]

### Prix Eleanor Cameron
- 1992 : My Teacher Glows in the Dark (en) de Bruce Coville
- 1993 : Weirdos of the Universe Unite! de Pamela Service
- 1994 : Worf's First Adventure de Peter David
- 1995 : Shape Changer de Bill Brittain
- 1996 : Star Hatchling de Margaret Bechard
- 1997 : Kipton and the Tower of Time de Charles L. Fontenay
- 1998 : The Andalite Chronicles (en) de Katherine Applegate
- 1999 : Série Les Jeunes Chevaliers Jedi de Kevin J. Anderson et Rebecca Moesta
- 2000 : I Was a Sixth Grade Alien de Bruce Coville
- 2001 : The Power of Un de Nancy Etchemendy
- 2002 : Beatnik Rutabagas de Beyond the Stars de Quentin Dodd
- 2003 : Andrew Lost (en) series: Andrew Lost on the Dog; Andrew Lost in the Bathroom; Andrew Lost in the Kitchen par JC Greenburg
- 2004 : Escape from Memory (en) de Margaret Peterson Haddix
- 2005 : The Supernaturalist d'Eoin Colfer (Hyperion)
- 2006 : (égalité)
  - Baleines sur échasses de Matthew Tobin Anderson, illustré par Kurt Cyrus (Harcourt, 2005. (ISBN 0-15-205340-9))
  - Franny K. Stein (en) de Jim Benton (Aladdin, (ISBN 0-689-86298-9))
- 2007 : Apers de Mark Jansen avec Barbara Day Zinicola (Dailey Swan Publishing, 2006; (ISBN 978-0-9773676-2-7) )
- 2008 : (égalité)
  - Shanghaied to the Moon par Michael J. Daley
  - Gravity Buster: Journal #2 of a Cardboard Genius deFrank Asch
- 2009 : Lighter than Air deHenry Melton
- 2010 : Z Rex de Steve Cole
- 2011 : Alien Encounter de Pamela Service et Mike Gorman
- 2012 : Worst-Case Scenario Ultimate Adventure #2: Mars! de Hena Kahn et David Borgenicht
- 2013 : Alien on a Rampage de la série Intergalactic Bed and Breakfast de Clete Barrett Smith
- 2014 : Two books from the Galaxy Zack series: Hello, Nebulon! and Journey to Juno de Ray O'Ryan et Colin Jack
- 2015 : Ambassador de William Alexander
- 2016 : Fuzzy Mud de Louis Sacher

### Prix Hal Clement
- 1992 : Invitation to the Game (en) de Monica Hughes (en)
- 1993 : River Rats de Caroline Stevermer (en)
- 1994 : Le Passeur de Lois Lowry
- 1995 : The Ear, the Eye and the Arm (en) de Nancy Farmer
- 1996 : (égalité)
  - The Winds of Mars de H. M. Hoover (en)
  - The Night Room de E. M. Goldman (en)
- 1997 : Wildside de Steven Gould
- 1998 : Shade's Children (en) de Garth Nix
- 1999 : Alien Dreams de Larry Segriff
- 2000 : The Game of Worlds de Roger McBride Allen (en) de la série de David Brin, Out of Time
- 2001 : The Dingilliad (en) de David Gerrold
- 2002 : This Side of Paradise de Steven Layne (en)
- 2003 : Feed (en) de M.T. Anderson (en)
- 2004 : Gunpowder Empire (en) de Harry Turtledove (Tor Books)
- 2005 : Balance of Trade by Saltation par Sharon Lee (en) et Steve Miller (en) (Meisha Merlin, 2004)
- 2006 : Uglies de Scott Westerfeld (Simon Pulse (en))
- 2007 : Rash (en) de Pete Hautman (en) (Simon & Schuster, 2006;  (ISBN 978-0-689-86801-6))
- 2008 : Sky Horizon (en) de David Brin et illustré par Scott Hampton (en) (Subterranean Press, 2007,  (ISBN 978-1-59606-109-5))
- 2009 : (égalité)
  - The Hunger Games de Suzanne Collins (Scholastic Press, 2008, (ISBN 978-0-439-02348-1) )
  - Little Brother de Cory Doctorow (Doherty, Tom Associates, LLC, 2008, (ISBN 978-0-7653-1985-2) )
- 2010 : Hunger Games : L'Embrasement de Suzanne Collins
- 2011 : Watch de Robert J. Sawyer
- 2012 : (égalité)
  - A Beautiful Friendship de David Weber
  - A Long, Long Sleep de Anna Sheehan (en)
- 2013 : Cinder (en) de Marissa Meyer
- 2014 : The Planet Thieves de Dan Krokos
- 2015 : Expiration Day de William Campbell Powell
- 2016 : Armada de Ernest Cline

### Prix spécial
- 1997 : Personnages principaux féminins : Kipton and the Android de Charles Fontenay (Royal Fireworks Press, 1996)
- 1999 : Contribution australienne à la science-fiction pour enfants : Garth Nix
- 2000 : Promotion de la lecture : série Harry Potter de J. K. Rowling
- 2003 : Meilleur enseignement scientifique et technologique : Tales from the Wonder Zone (série entière) de Julie Czerneda (Trifolium Books)
- 2007 : Documentaire : Write Your Own Science Fiction Story de Tish Farrell (en) (Compass Point Books, 2006;  (ISBN 978-0-7565-1643-7)) (ISBN 978-0-7565-1643-7) )
- 2008 : Documentaire : World of Science Fiction - 12 titres de John Hamilton (ABDO Publishing Company)
  - + Stone Arch Books pour la publication de romans graphiques de science-fiction de qualité
- 2010 : Documentaire : You Write It: Science Fiction par John Hamilton (ABDO Publishing Company)